# Марион (Јужна Дакота)
Марион (енгл. Marion) град је у америчкој савезној држави Јужна Дакота.

## Демографија
По попису из 2010. године број становника је 784, што је 108 (-12,1%) становника мање него 2000. године.
| Група             | 2000.       | 2010.       |
| Белци             | 872 (97,8%) | 751 (95,8%) |
| Афроамериканци    | 0 (0,0%)    | 3 (0,4%)    |
| Азијати           | 0 (0,0%)    | 1 (0,1%)    |
| Хиспаноамериканци | 15 (1,7%)   | 17 (2,2%)   |
| Укупно            | 892         | 784         |